# Trygetus
Trygetus là một chi nhện trong họ mierenjagers (Zodariidae).

## Các loài
Các loài trong chi này gồm:
- Trygetus berlandi Denis, 1952
- Trygetus jacksoni Marusik & Guseinov, 2003
- Trygetus nitidissimus Simon, 1882
- Trygetus riyadhensis Ono & Jocqué, 1986
- Trygetus sexoculatus (O. P.-Cambridge, 1872) *